# Gusselby
Gusselby est une localité de Suède dans la commune de Lindesberg située dans le comté d'Örebro.
Sa population était de 274 habitants en 2019.